# Johann Koep (Oberalter, 1705)
Johann Koep (* 7. Oktober 1705 in Hamburg; † 10. Januar 1777 ebenda) war ein deutscher Kaufmann und Hamburger Oberalter.

## Leben
Koep bekleidete als Bürger zahlreiche öffentliche Ämter. Er wurde 1737 an den Bürgerzoll, 1738 an die Bieraccise und 1739 zum Adjunkten, Kriegskommissar und Provisor am Waisenhaus gewählt. 1740 wurde er an den Bauhof und 1741 zum Subdiakon gewählt. 1746 wurde er kaufmännischer Richter am Niedergericht, 1748 an die Artillerie und die Bank, 1749 an die Admiralität, 1755 zum Juraten und an das Ämtergericht, 1757 zum Diakon, 1758 zum Gotteskastenverwalter, 1760 zum Convent und zur Deputation zum Bau der Michaeliskirche und 1764 zum Mitglied der Deputation zur Annehmung der Fremden ernannt. 1765 wurde  er Mitglied der Deputation zur Austiefung des Herrengrabens und 1766 Alter am Waisenhaus.
Am 10. Oktober 1768 wurde er schließlich zum Oberalten im Kirchspiel Sankt Katharinen gewählt. Als solcher wurde er noch im selben Jahr Leichnamsgeschworener und im Jahr 1772 Präses des Kollegiums der Oberalten.

## Familie
Koep war ein Sohn von Konrad Koep und Katharina Margaretha Schlötel. Er heiratete am 26. April 1735 Maria Westphalen (1713–1748), Tochter des Ratsherrn Jürgen Westphalen. Aus dieser Ehe entsprossen sieben Kinder.